# Alexis Vautrin
Pour les articles homonymes, voir Vautrin.
Marie Alexis Vautrin (né le 29 mars 1859 à Gercourt,  mort le 4 juin 1927 à Nancy) était un médecin lorrain et professeur qui a créé le centre anti-cancéreux de Nancy en 1924, et qui lui a donné son nom entre 1976 et 2013.

## Biographie
Fils de Jean Vautrin, capitaine en retraite et maire de Gercourt, village situé à une vingtaine de kilomètres au nord-ouest de Verdun, et de Marguerite Jeannesson, native de Brieulles-sur-Meuse, Alexis fit ses études primaires chez les Frères de la Doctrine avant de rejoindre le lycée de Bar-le-Duc pour le cycle secondaire. Élève doué et travailleur assidu, il obtint le baccalauréat en 1876. Interne, il avait alors comme camarade de classe Raymond Poincaré, futur président de la République.
Il entreprit par la suite des études de médecine à Nancy, qui était devenu un important centre de formation médicale, à la suite de l'annexion de Strasbourg, et donc de sa faculté de médecine, par l'empire allemand. Il franchit alors les échelons des différents examens et concours et opta pour la chirurgie et la gynécologie.
Il s'illustra par d'excellents résultats :
- 1882 : première mention honorable au concours de l'Externat
- 1882 : nomination comme aide d'anatomie
- 1884 : première mention honorable au prix de l'Internat
- 1884 : prix de chirurgien
- 1885 : doctorat en médecine grâce à une thèse sur une Étude sur les kystes de l'ovaire interligamentaire
- 1er août 1885 : chef de clinique
- 1886 : agrégation en section de chirurgie et accouchement (il n'a alors que 27 ans, ce qui fait de lui le plus jeune agrégé de France)

Il était également chargé de cours à la Faculté dans le cadre de l'enseignement de la clinique des maladies syphilitiques et cutanées et il devint en 1881 médecin de la Maison départementale de secours.
Il consacra ensuite son temps à la recherche médicale et à l'écriture de nombreux travaux et ouvrages scientifiques. Entre 1885 et 1927, il produit 184 publications de tous ordres.
Le 1er mars 1907, il fut promu Professeur adjoint et, fin 1914, se trouvait à la tête de la chaire de clinique chirurgicale B où il resta jusqu'à sa mort. 
En outre, il s'était lancé dès 1895 dans l'entreprise d'une fondation de clinique chirurgicale privée. La Clinique Vautrin Saint-Joseph était alors ouverte au 18 rue Victor-Prouvé à Nancy et son personnel médical était sous la dépendance des Religieuses du Saint-Sauveur. Elle fut transformée en maison de retraite fin 1983.
En 1899-1900, Alexis Vautrin fut président de la Société de médecine de Nancy et devint officier des Palmes académiques en 1892 ainsi qu'officier de l'Instruction publique en 1901.
Il fut mobilisé comme civil lors de la Première Guerre mondiale ; son dévouement extrême et sa conduite exemplaire durant ces années de guerre lui valurent la reconnaissance de la nation et il fut fait Chevalier de la Légion d'honneur le 27 octobre 1917.
À plus de 60 ans, il se lança dans la lutte contre le cancer et fut proposé d'emblée comme directeur d'une « Commission régionale de lutte contre le cancer » et officialisé dans cette fonction le 13 mars 1924.
Grâce à un don, il parvient à créer, non sans peine, un institut de gynécologie ainsi qu'un centre comprenant treize lits et équipé d'une dotation officielle de 325 mg de radium, de deux appareils de radiothérapie profonde, d'un laboratoire d'anatomie pathologique, d'une salle d'opération, de deux salles de repos et d'une salle de stérilisation. L'inauguration officielle eut lieu le 20 novembre 1925.
Il mourut de pneumonie le 4 juin 1927 et légua la somme de 110 000 francs au centre anti-cancéreux pour en parfaire l'équipement médico-chirurgical.
Il avait épousé Marie Anna Perrin, fille d'un industriel en textile de Cornimont, en 1889 ; elle lui donna quatre filles.

## Hommages
Le centre de lutte contre le cancer qu'il avait créé a porté son nom à partir du 2 février 1976 jusqu'en mars 2013, date à laquelle il est devenu l'Institut de cancérologie de Lorraine (ICL).
Un médaillon artistique le représentant, dû au sculpteur Prudhomme, ainsi qu'une plaque commémorative, sont situés dans le grand hall d'accueil du bâtiment érigé à Nancy-Brabois et ouvert le 25 novembre 1974 pour accueillir le centre Alexis-Vautrin.
Une rue de son village natal, inaugurée le 11 juin 1989, a également été baptisée en son nom.
En 2014, l'histoire d'Alexis Vautrin et son engagement dans la lutte contre le cancer sont évoqués dans le livre D'Alexis Vautrin à l'Institut de cancérologie de Lorraine.